# اضطراب الكدر التالي للصدمة
اضطراب الكدر التالي للصدمة (PTED) هو رد فعل مرضي تجاه أحداث الحياة القاسية، ويميل إلى عدم التوقف. يكون المحرض حدثًا سلبيًا كبيرًا على الرغم من أنه شائع الحدوث في الحياة مثل الطلاق أو الفصل من العمل أو الإهانة الشخصية أو الإذلال. والنتيجة كدر شديد وطويل الأمد. لا يتميّز هذا الاضطراب بمحتوى الحدث الذي يثير الكدر وإنما بالاتصال الزمني بالحادث الحرج. إذ يكون الشخص بصحة جيدة قبل دقائق من الحدث، ويصبح بعد دقائق مصابًا بأمراض مزمنة ومتضررًا بشدة. أكد الطبيب النفسي الألماني مايكل ليندن وآخرون على أهمية الشعور بالكدر (المرارة).

## أشكال الكدر
يعرف جميع الناس الإحساس بالكدر (المرارة)، فهو شعور سلبي يكوّن رد فعل على أحداث الحياة السلبية. يفهم الناس المقصود بكلمة «المرارة» دون معرفة متخصصة بالموضوع، تمامًا كما يعلم الجميع ما الخوف أو الغضب. يعتبر الكدر، كالقلق، مشاعر رد فعل على الظلم أو الإهانة أو خرق الثقة. إن الإحساس بالمرارة يلتهم الشخص ويميل إلى عدم التوقف. في الكثير من الحالات، يتلاشى الشعور بالمرارة، لكن في حالات أخرى يظهر مرارًا عند تذكر المناسبة، ويمكن أن يعيق الحياة بشكل كبير.

## أعراض اضطراب الكدر التالي للصدمة
تميز المعايير التشخيصية التالية اضطراب الكدر التالي للصدمة:
الأعراض العاطفية أو المشكلات السلوكية المهمة سريريًا، والتي تظهر بعد حدث عصيب لافت في الحياة رغم أنه شائع.
تُختبر الشدة الناتجة عن الصدمة بالطريقة التالية:
1. يكون المريض واعيًا بمسبب الضغط النفسي ويعرف أنه سبب الاضطراب.
2. يعتبر هذا الحدث غير عادل أو مهين أو حدثًا يخرق الثقة.
3. يتضمن رد فعل المريض على الحدث الشعور بالمرارة والغضب والعجز.
4. يستجيب المريض بالإثارة العاطفية عندما يُذكَر بالحدث.

- الأعراض هي تدخلات متكررة تتعلق بالحدث، ومزاج انزعاجي عدواني اكتئابي، وانخفاض في الدافعية، وأعراض نفسية جسدية غير محددة، وتجنب رهابي للأشخاص أو الأماكن المتعلقة بالحدث، والأفكار المتعلقة بالانتقام وتخيلات بالقتل ثم الانتحار، والأفكار الانتحارية أو تخيلات الانتحار الموسع.
- عدم وجود اضطرابات عقلية سابقة للحدث يمكن أن تفسر رد الفعل غير الطبيعي هذا.
- تعطل الأنشطة والمهام اليومية.
- استمرار الأعراض أكثر من ستة أشهر.

## أدوات التقييم

### اختبار بيرنر للكدر
يقيس اختبار بيرنر للكدر (1) الكدر العاطفي، (2) الكدر المرتبط بالأداء، (3) التشاؤم/اليأس، (4) البغض/العدوان.

### مقياس الكدر التالي للصدمة
مقياس الكدر التالي للصدمة هو استبيان تقييمي ذاتي مكون من 19 عنصرًا ويمكن استخدامه للتعرف على ردود فعل الكدر وتقييم شدة الكدر التالي للصدمة. ترد الإجابات على مقياس ليكرت المكون من خمس نقاط. متوسط درجة 2.5 يشير إلى وجود درجة من الكدر السريري. يجب أن يراعي تفسير مقاييس التقييم الذاتي أنها غير كافية لوضع التشخيص. تشير القيم الأعلى إلى وجود الكدر الشديد. لا يمكن تشخيص اضطراب الكدر التالي للصدمة إلا من خلال تقييم سريري مفصّل أو مقابلة تشخيصية قياسية.

### المقابلة التشخيصية القياسية
المقابلة التشخيصية القياسية للكدر التالي للصدمة تتطلب تحقيق المعايير الأساسية للكدر التالي للصدمة. في المقابلة التشخيصية، يجب توضيح ما يعنيه المريض عندما يصف تجاربه ومشاعره، ولذلك يجب أن يكون الطبيب ذا خبرة.

## التشخيص التفريقي للكدر التالي للصدمة
يجب التمييز بين اضطراب الكدر التالي للصدمة (PTED) واضطراب الكرب التالي للصدمة (PTSD). يُعرّف اضطراب الكرب التالي للصدمة من خلال التدخلات التي تشير إلى حدث «صادم» محدد، والذي اختبره المريض على أنه «تهديد غير عادي» وكان بمثابة منبه «غير مشروط» مثير للخوف والذعر. عند إعادة التعرض أو التذكير بالحدث، يصل الأمر إلى «استرجاع معرفي» وإحياء للخوف وفرط الإثارة وتوجد في الوقت ذاته محاولة لقمع الصور المستحوِذة إلى درجة الوصول إلى حالة من الخدر. اضطراب الكرب التالي للصدمة من اضطرابات القلق. في الكدر التالي للصدمة توجد تدخلات مشابهة وتجنب المواقف أو الأشياء المرتبطة بالحدث. الفرق الرئيسي هو نوع المشاعر السائدة. في اضطراب الكدر، يسيد الشعور بالمرارة، وهو الشعور بالازدراء والظلم والعدوان تجاه الجاني. يريد المرضى في الغالب التفكير بما حدث كي يرى العالم ما فعله الآخرون بهم. تبدو الكثير من حالات اضطراب الكدر التالي للصدمة مشابهة لاضطراب الكرب التالي للصدمة، وتُميَز بأن المشكلة لم تبدأ بعد التعرض لمثير للقلق، وإنما لاحقًا في سياق التعرض للظلم والإذلال من قبل الشركة أو التأمين أو الشرطة أو المحاكم.

## الوبائيات
تشير البيانات الأولية إلى انتشار يبلغ نحو 2-3% في عموم السكان. يعرف المعالجون النفسيون وخبراء القانون الاجتماعي والمحامون مثل هذه الحالات. ويلاحظ ارتفاع معدلات الانتشار حين تتعرض مجموعات أكبر من الناس للقلاقل اجتماعية. ولذلك، وصف ليندن هذه الحالة أول مرة بعد إعادة توحيد ألمانيا.

## المسببات والمحرضات
يحدث الإحساس بالكدر (المرارة) كرد فعل لأحداث الحياة السلبية غير العادية، كالطلاق أو الفصل من العمل. والسؤال: لماذا وتحت أي ظروف ينتج عن الحدث السلبي رد فعل مرضي؟ تثير أحداث الحياة الحرجة دائمًا مشاعر سلبية مثل الخوف أو عدم اليقين أو الارتباك أو الغضب أو تدني الحالة المزاجية. توجد أحداث صادمة تؤدي إلى مشاعر مرضية، أي حالات لم تعد تحت سيطرة الشخص المصاب وتتطور إلى سلوك مختل وظيفيًا ومعاناة شديدة للشخص المصاب وبيئته. مثلما يحدث بعد نوبات الهلع القوية، والتي يمكن أن تؤدي إلى «اضطراب الكرب التالي للصدمة». من الأحداث «الصادمة» أيضًا تلك التي تنتهك «المعتقدات الأساسية». المعتقدات الأساسية أو المخططات المعرفية هي نظام إدراكي مرجعي يشكل تصورنا للعالم، ويحدد ما نعتبره مهمًا، وما يلزم أن نقوم به. تمكننا من بناء الثقة في أنفسنا والآخرين والعالم. لا نشك فيها في العادة وترتبط بمشاعر إيجابية طالما أن العالم يتوافق مع مخططاتنا المعرفية. تكون هذه «المعتقدات الأساسية» أو «المخططات المعرفية» أو «الأيديولوجية» ذات أهمية فردية واجتماعية كبيرة. لذلك من المفهوم أن يدافع الناس عن معتقداتهم الأساسية إذا تعرضت للاستجواب من خلال أحداث الحياة، كأي حدث يتعارض مع قيم الفرد ومفهومه الذاتي. إذا كان تجاهل الحدث مهمًا للغاية ومن غير الممكن «استيعاب» الحدث في المخططات الحالية أو المعتقدات الأساسية، أو كان من غير الممكن التفكير بتغيير/تأقلم هذه المخططات (التكيف)، فقد يؤدي ذلك إلى «اضطراب تكيف». تنشأ المشاعر عندما تتعرض المعتقدات الأساسية للاستجواب أو المهاجمة أو الدحض بسبب حدث من أحداث الحياة أو نتيجة سلوك الآخرين. تشرح نظرية «انتهاك المعتقدات الأساسية» السبب الذي يجعل الأحداث، التي تبدو تافهة لبعض الناس، مهمة بالنسبة للآخرين. إذ إن ما يعتبر ظلمًا أو إهانةً أو إذلالًا يرجع إلى المعتقدات والقيم الشخصية.

## العلاج النفسي
إن علاج اضطراب الكدر التالي للصدمة معقد بسبب سلوك المريض الذي يتسم بالعدوانية والدفاعية، والذي يوجهه أيضًا ضد العلاجات المقدَمَة. من الطرق المتبعة في العلاج «العلاج بالحكمة» الذي طوره ليندن، وهو شكل من أشكال العلاج المعرفي السلوكي الذي يهدف إلى تمكين المريض لينأى بنفسه عن حدث الحياة الحرج ويبني آراء جديدة حول الحياة. يستخدم المرء الاستراتيجيات المعرفية المعتادة لتغيير المواقف وحل المشكلات، مثل:
- الأساليب العلاجية السلوكية مثل التحليل السلوكي والتدريب المعرفي.
- تحليل الأفكار والمخططات التلقائية.
- إعادة الصياغة أو إعادة الإسناد المعرفي.
- العلاج بالتعرض.
- زيادة الأنشطة.
- إعادة بناء الاتصالات الاجتماعية.
- تعزيز الفعالية الذاتية.

يهدف باعتباره نموذج علاج خاص إلى تدريب الكفاءات الحكيمة، أي تعزيز القدرات التالية:
- تغيير الرؤى ووجهات النظر.
- التعاطف.
- إدراك وتقبل العواطف.
- التوازن العاطفي والفكاهة.
- السياقية.
- التوجه على المدى الطويل.
- نسبية القيمة.
- التسامح مع عدم اليقين.
- النأي بالذات وإضفاء النسبية على الذات.

بشكل منهجي، تُستخدم طريقة «المشاكل غير القابلة للحل». في هذا الإجراء، تعرض على المريض حالات صراع وهمية خطرة وغير قابلة للحل، تسمح له بتدريب قدرات الحكمة ونقلها إلى حالته الخاصة (يسمى هذا «نقل التعلم».) 

## الانتقاد
تكتسب ردود فعل الكدر واضطراب الكدر التالي للصدمة اهتمامًا عالميًا متزايدًا. وتوجد مع هذا بعض المسائل العالقة. نحتاج إلى المزيد من الأبحاث للتمييز بين اضطراب الكدر التالي للصدمة والاضطرابات النفسية الأخرى. ذكر الصحفي العلمي يورج بليش هذا الاضطراب عام 2014 في كتابه «الفخ النفسي: كيف تجعلنا صناعة الروح مرضى؟» وناقش ما إذا كان تقديم اضطراب الكدر التالي للصدمة سيجعل من المشاكل اليومية قضايا كبيرة. ومع ذلك، وفقًا للدراسات المتوفرة، فإن المشكلة الأساسية ليست في التمييز بين الأصحاء والمرضى، إذ إن مرضى اضطراب الكدر التالي للصدمة كانوا على الدوام يحصلون على مجموعة متنوعة من التشخيصات. إنما تتعلق بالتمييز التشخيصي التفريقي لنوع خاص من الاضطرابات، كشرط مسبق للعلاج الموجه نحو الهدف.